# Maksîm Hvorost
Maksîm Volodîmirovîci Hvorost (în ucraineană Максим Володимирович Хворост) (n. 15 iulie 1982, Harkov, RSS Ucraineană, URSS) este un scrimer ucrainean specializat pe spadă. A participat la Jocurile Olimpice de vară din 2004 și la Olimpiada din 2008. Cu echipa Ucrainei a fost campion mondial la Moscova 2015 și campion european la Koblenz 2001.

## Palmares
Clasamentul la Cupa Mondială
| An  | 2002 | 2003 | 2004 | 2005 | 2006 | 2007 | 2008 | 2009 | 2010 | 2011 | 2012 | 2013 | 2014 | 2015 |
| --- | ---- | ---- | ---- | ---- | ---- | ---- | ---- | ---- | ---- | ---- | ---- | ---- | ---- | ---- |
| Loc | 62   | 15   | 79   | 58   | 27   | 61   | 18   | 23   | 45   | 129  | 49   | 769  | 24   | 35   |